# Clinton (Iowa)
Pour les articles homonymes, voir Clinton.
Clinton est une ville américaine, siège du comté de Clinton dans l'est de l'Iowa. Sa population s’élevait à 26 885 habitants lors du recensement de 2010, estimée à 25 719 habitants en 2016. 
Clinton se trouve sur la rive droite du Mississippi.

## Histoire
La ville doit son nom à DeWitt Clinton, homme politique américain.

## Personnalités liées à la ville
- T. J. Bass, écrivain, né à Clinton.
- David C. Hilmers, astronaute, né à Clinton.
- Edith Potter, née à Clinton.

## Source
- (en) Cet article est partiellement ou en totalité issu de l’article de Wikipédia en anglais intitulé « Clinton, Iowa » (voir la liste des auteurs).